# 上洞街乡
上洞街乡，是中华人民共和国湖南省张家界市桑植县下辖的一个乡镇级行政单位。

## 行政区划
上洞街乡下辖以下地区：
上洞街村、利比溪村、麦塔溪村、麻逻村、院子村、二户坪村、长潭岗村、大地坪村、二户溪村、卧云界村和方厂洞村。